# Pilica (Silesia)
Pilica [pʲiˈlʲit͡sa] es una ciudad en el condado de Zawiercie, Voivodato de Silesia, Polonia, con 1.936 habitantes (2019). 

## Historia
Desde el principio de su existencia, Pilica fue parte de la Pequeña Polonia. En los años 1115-1118, con el testamento de Bolesław III Krzywousty, Pilica pasó a formar parte del distrito de Cracovia. La fecha probable de sus derechos de ciudad es 1393. Varios años después del levantamiento del 1 de enero de 1870, Pilica perdió sus derechos de ciudad bajo el ucase del Zar el 1 de junio de 1869, hasta que fue recuperado en 1994. 

## Comunidad judía
Los judíos son mencionados por primera vez en Pilica en 1581, cuando son acusados de insultar al anfitrión. El historiador Meier Balaban señala en su libro La Historia de los Judíos de Cracovia y Kazimierz 1304-1868 (en polaco): “En el siglo XVI, la Kehilla judía de Cracovia se subdividió en siete distritos regionales: Olkusz, Chrzanow, Wisnicz, Sacz, Bobowa, Pilica, Bedzin, Oshpitzin y Wolbrom ".  
El rabino Pinjás Eliyahu Rotenberg, sobrino del rabino Itzjak Meir Alter de Gur, fue rabino de la ciudad hasta su muerte en 1903.
En 1905, Pilica se convirtió en un famoso centro de jasidismo. Después de la muerte de un famoso tzadik de Góra Kalwaria, el rabino Yehudah Aryeh Leib Alter, un número considerable de jasidim comenzó a peregrinar hacia el cuñado del rabino, el rabino Pinchas Menachem Justman, autor de Siftei Tzadik. Este último, por otro lado, era el rabino de Pilica.
En 1921, la mayoría de los residentes de la ciudad eran judíos, con una población judía de 1.877 en comparación con una población de 3.299 en general. La ciudad fue ocupada por el ejército alemán en septiembre de 1939. 2.000 judíos fueron encarcelados en un gueto. En 1942, todos los judíos fueron trasladados primero al gueto de Wolbrom y luego a los campos de concentración. Hoy, ningún judío vive en Pilica.